# Söldner von Theodul
Beim Söldner von Theodul, auch «Theo» genannt († nach 1588), handelt es sich um die Überreste eines zwanzig- bis dreißigjährigen Mannes in eleganter Kleidung, der auf dem oberen Theodulpass in etwa 3000 Metern Höhe am Fuss des Matterhorns, in den Gletscher stürzte.
1985 aperte der Leichnam mitsamt seinen Ausrüstungsgegenständen und Kleidern aus. Zu diesen zählten eine Radschlosspistole, ein Degen sowie zahlreiche Messer, was zu der Annahme führte, bei dem Mann habe es sich um einen Söldner gehandelt. Schlussendlich wurde er aufgrund seines hochwertigen Waffeninventares in Kombination mit der kostbaren Bekleidung und dem üppig gefüllten Münzbeutel jedoch als verunglücktes Mitglied der Oberschicht gedeutet.
Der Entdecker übergab Schädelfragmente, Waffen, Münzen und eine Reihe von kleineren Gegenstände dem Matterhorn Museum Zermatlantis, in das die sterblichen Überreste und die Fundstücke zurückkehren sollen (Stand: Januar 2016). Besitzer der Fundstücke ist das Geschichtsmuseum Wallis. Es bewahrt den überwiegenden Teil von ihnen in seinem Sammlungszentrum auf. Von Februar 2014 bis Februar 2015 wurde «Theo» zu einer Ausstellung in Bozen gebracht.
Nicole Reynaud Savioz analysierte 2015 die Reste von Tierknochen am Fundort, von denen zwischen 1985 und 2013 252 Fundstücke geborgen wurden. Dabei gelang es Reynaud Savioz, die nicht leicht zu unterscheidenden Knochen, die bis dahin einem Pferd zugewiesen worden waren, als Maultierknochen zu identifizieren. Das Tier lässt sich allerdings nur in das 15./16. Jahrhundert datieren, kann also nicht mit dem Söldner unmittelbar in Zusammenhang gebracht werden.
Die Prägedaten der zwölf Münzen, die der Mann bei sich führte, liegen zeitlich zwischen 1578 und 1588.